# Bebriki
Bebriki (starogrško Βέβρυκες) so bili pleme, ki je živelo v Bitiniji v severozahodni Anatoliji. Po Strabonu so bili eno od mnogih tračanskih plemen, ki so prešla iz Evrope v Azijo. Sodobni zgodovinarji zagovarjajo njihovo keltsko poreklo.

## Ime
Klasični jezikoslovci so na podlagi geografske bližine, pa tudi migracijske poti Frigijcev, znane iz starodavnih mitov, menili, da je ime Bebriki povezano s tračanskim plemenom Brigi, ki se je kasneje preimenovalo v Frigi (Frigijci).
Ime Bebriki bi lahko bilo povezano s keltskima plemenoma Bebruki, ki so živeli v Pirenejih, in Briboki, ki so živeli v Veliki Britaniji. Vsa imena izvirajo iz protokeltskega *brebu ('bober'; galsko bebros, bebrus, staroirsko bibar). Ivan Duridanov je predlagal, da je etnonim povezan z indoevropskimi besedami, ki pomenijo 'bober'.
Ista beseda pomeni bober tudi v nekaterih slovanskih jezikih, tudi v slovenščini. Indoevropska beseda bober izvira iz vedskega sanskrta, v katerem  बभ्रु (babhru) pomeni nekaj, kar je rdečkaste barve.

## Zgodovina
Po legendi je Bebrike premagal Heraklej ali Dioskuri, ki so ubili njihovega kralja Migdona ali Amika. Njihovo ozemlje je nato dobil mariandinski kralj Lik, ki je tam zgradil mesto Herakleja. Nekateri pravijo, da je bil Amik Migdonov brat in eden od bebriških kraljev. Oba sta bila sinova Pozejdona in Melije.  
Grška mitologija ponuja dve različici izvora imena Bebriki. Po prvi so dobili ime po ženski z imenom Bebrika, po drugi pa po junaku z imenom Bebriks. Bebrika je verjetno istovetna z Briko, hčerko Danaja, mitskega kralja Libije in Arabije. Bebriks je bil oče Pirene, po kateri se imenujejo Pireneji.